# Венелин Тошков
Венелин Тошков (роден на 1 април 1953 г.) е бивш български футболист, дефанзивен полузащитник. Клубна легенда на Ботев (Враца).

## Биография
Играл е за Ботев (Враца) (1970 – 1983, 1987/88) и в Кипър. Има 250 мача и 20 гола в А група. Бронзов медалист през 1971 г. с Ботев (Враца). Има 4 мача за националния отбор на България. За Ботев (Враца) има 2 мача за Купата на УЕФА.